# Rufino de la Cruz
Rufino Antonio de la Cruz Disla (16 de noviembre de 1923 – 25 de noviembre de 1960) fue un agricultor y transportista de carga y pasajeros dominicano. Fue asesinado junto a las hermanas Mirabal por órdenes de Rafael Leónidas Trujillo.

## Biografía
Nació en el paraje El Corozal, Villa Tenares, hoy municipio de la provincia Hermanas Mirabal. Asistió a la Escuela Primaria Rural de Conuco completando el tercer grado, destacándose en matemáticas, lectura y gramática; puede notarse su buena ortografía en las fotos que dedicaba a parientes y amigos. Realizó estudios básicos de trompeta y clarinete en la escuela de Bellas Artes que operaba en Villa Tenares.
Joven trabajador y de personalidad agradable: simpático, cortés, juguetón y muy expresivo con su extensa familia, al igual que con sus amigos. Voz de locutor, llena de matices; aficionado al buen vestir y a los perfumes. Se destacó durante el Servicio Militar Obligatorio, se le ofertó incorporarlo al Ejército Nacional, pero él evadió esta oferta escudándose en las responsabilidades que tenía con diversas actividades laborales. 
Según testimonios recogidos por su biógrafo Luis Fausto Disla, Rufino manifestaba fuertes ideales democráticos y tenía de referente en su comportamiento patriótico al combatiente (gavillero) Perún De la Cruz Camilo, distinguido luchador en contra de la primera Intervención Militar de Estados Unidos en la República Dominicana. 
También su biógrafo halló evidencias testimoniales de la relación o membresía de Rufino de la Cruz con una célula del movimiento político 14 de Junio. Esta célula encargó a Rufino la misión secreta de acompañar a Minerva Mirabal en varios viajes a Puerto Plata, porque Rufino reunía las condiciones para esa encomienda al ser «un prototipo de hombre decidido, atrevido y valiente» (1); excelente conductor que servía de compañía y a la vez de custodia y protector. Por tanto, su biógrafo demuestra que Rufino no fue un simple chofer; sino un hombre de diversas actividades económicas, comprometido, solidario, valeroso, de excepcionales condiciones morales; capaz de cumplir aquella misión en la cual perder la vida era lo más probable. 
Algunos historiadores han tratado la figura de este hombre como un actor de reparto, casi tirando a extra en el drama de las hermanas Mirabal. Pero su biógrafo establece nuevos datos testimoniales que evidencian lo profundo de su compromiso político: Rufino de la Cruz pasó de opositor silente a opositor activo y visible a la tiranía; estaba en el 14 de Junio; su histórico SÍ a Minerva del cual no se apartó a pesar de las presiones de allegados; acompañó a Minerva y a sus hermanas en varios viajes a Puerto Plata, entre otras acciones y actitudes notables. 
Rufino no fue velado, ni sepultado, junto a las hermanas Mirabal. Por el estado en que llegó el cadáver de Rufino a su casa, con las manos atadas a la espalda, con los huesos de la cara crujientes al tocarlos «como cascarones de huevos» (2), se afirma lo grosero del asesinato y se desprenden varias hipótesis de cómo fue la muerte de Rufino y su posible resistencia y lucha antes de que lo mataran el 25 de noviembre de 1960, junto a Patria, Minerva y María Teresa Mirabal. 
Rufino de la Cruz Disla dejó en la orfandad a su única hija Miledys de la Cruz González, y viuda a doña Delisa González con quien contrajo matrimonio el 19 de diciembre de 1948.